# Tap That
«Tap That» es el primer sencillo lanzado por la cantautora estadounidense Megan McCauley, para promocionar su álbum debut Better Than Blood salió a la venta en los Estados Unidos en septiembre del 2007 de manera digital por medio de iTunes , y poco después en diferentes tiendas digitales de música como Amazon y Rhapsody, Tap That tuvo buena promoción, aunque lamentablemente el sencillo no tuvo el impacto esperado y falló en las listas de popularidad de este país, motivo por el cual el lanzamiento fue retrasado y posteriormente cancelado en el resto del mundo.

## Lanzamiento digital
1. «Tap That» (Álbum Versión)
2. «Tap That» (Josh Harris Radio Edit)"
3. «Tap That» (Josh Harris Tap the Club Mix)"
4. «Tap That» (Morgan Page Radio Edit)"
5. «Tap That» (Morgan Page Mix)"
6. «Tap That» (Josh Harris Tap the Dub Mix)"
7. «Tap That» (Zoned Out Mix)"

### Promo CD 1
1. «Tap That» (Álbum Versión)
2. «Wonder»
3. «Porcelain Doll»
4. «Tap That» (Josh Harris Radio Edit)

### Promo CD 2
1. «Tap That» (Josh Harris Radio Edit)
2. «Tap That» (Morgan Page Radio Edit)
3. «Tap That» (Zoned Out Mix)
4. «Tap That» (Josh Harris Tap the Club Mix)
5. «Tap That» (Morgan Page Mix)
6. «Tap That» (Josh Harris Tap the Dub Mix)
7. «Tap That» (Álbum Versión)

### Promo CD 3
1. «Tap That» (Álbum Versión)

## Desempeño
Tap That falló como sencillo en la radio americana y como consecuencia de esto el video no se grabó nunca y el sencillo quedó solo como lanzamiento digital y solo existen algunas copias disponibles de los CD promocionales del mismo. Megan comenta: "Quiero matar a esa canción, me vuelve loca! a veces voy por la calle y escucho a P!nk y creo que es 'Tap That' o a veces escucho a The Veronicas en la radio y creo que es 'Tap That' a veces es frustrante"

## Curiosidades
Tap That fue compuesto por Megan McCauley con la ayuda de Max Martin y Dr. Luke al igual que la canción "U + Ur Hand" de P!nk con la que Tap That ha sido comparada por ser muy similares.
McCauley dijo en una entrevista que escribió 'Tap That' nació un día que se encontraba con Max Martin y Dr. Luke bebiendo en el estudio y de repente la canción salió sin quererlo, posteriormente al finalizar la grabación de la canción, ella envió el demo de la canción a Wind Up como una broma y pensando que la rechazarían y dirían que cosas se ha estado metiendo esta chica?, pero en vez de eso la canción fue aceptada e incluida en el álbum debut de Megan.